# Веркеш (Альборз)
Верке́ш (перс. ورکش‎) — село на севере Ирана, в остане Альборз. Входит в состав шахрестана Талекан. Является частью дехестана (сельского округа) Миан-Талекан бахша Меркези.

## География
Село находится в северо-западной части Альборза, в горной местности южного Эльбурса, на расстоянии приблизительно 31 километра к северо-северо-западу (NNW) от Кереджа, административного центра провинции. Абсолютная высота — 2044 метра над уровнем моря.

## Население
По данным переписи 2006 года население села составляло 258 человек (133 мужчины и 125 женщин). В Веркеше насчитывалось 82 семьи. Уровень грамотности населения составлял 75,19 %. Уровень грамотности среди мужчин составлял 77,44 %, среди женщин — 77,8 %.